# Tutluca
Tutluca ist ein Dorf im Landkreis Bozkurt der türkischen Provinz Denizli.
Das Dorf liegt etwa 56 Kilometer nordöstlich der Provinzhauptstadt Denizli und 9 Kilometer nördlich von Bozkurt. Tutluca hatte laut der letzten Volkszählung 754 Einwohner (Stand Ende Dezember 2010).